# ロル・クローリー
ロル・クローリー（Lol Crawley BSC, 本名：Laurie Crawley、1974年11月2日 - ）は、イギリスの撮影監督。ロル・クロウリーとも表記される。
イングランド・シュルーズベリー出身。ブラディ・コーベット監督作品の撮影を多く担当、2024年の映画『ブルータリスト』で、第78回英国アカデミー賞 撮影賞、第97回アカデミー撮影賞を受賞した。

## 主な作品
- 私が愛した大統領 Hyde Park on Hudson (2012)
- マンデラ 自由への長い道 Mandela: Long Walk to Freedom (2013)
- Utopia -ユートピア- Utopia (2014) テレビドラマ、6エピソード
- さざなみ 45 Years (2015)
- シークレット・オブ・モンスター The Childhood of a Leader (2015)
- The OA The OA (2016) テレビドラマ、8エピソード
- ブラック・ミラー Black Mirror (2017) テレビドラマ、1エピソード
- ポップスター Vox Lux (2018)
- シークレット・ガーデン The Secret Garden (2020)
- 悪魔はいつもそこに The Devil All the Time (2020)
- ザ・ヒューマンズ The Humans (2021)
- ホワイト・ノイズ White Noise (2022)
- ブルータリスト The Brutalist (2024)